# Bièvres, Essonne
Bièvres là một xã trong vùng hành chính Île-de-France, thuộc tỉnh Essonne, quận Palaiseau, tổng Bièvres. Tọa độ địa lý của xã là 48° 45' vĩ độ bắc, 02° 12' kinh độ đông. Bièvres nằm trên độ cao trung bình là 99 mét trên mực nước biển, có điểm thấp nhất là 68 mét và điểm cao nhất là 178 mét. Xã có diện tích 9,69 km², dân số vào thời điểm 1999 là 4115 người; mật độ dân số là 424 người/km².

## Địa điểm tham quan
Trong Bièvres là ngôi nhà của nhà văn Victor Hugo cũng như là 3 viện bảo tàng.